# Mexikos flotta

Mexikanska flottans örlogsflagga.

Mexikos flotta (spanska: Armada de México eller SEMAR) är det marina vapenslaget i Mexiko som ansvarar för mexikanska militärens marina operationer. Dess uttalade mål är "att använda federationens marina stridskrafter för det yttre försvaret och hjälpa till med den interna ordningen". Flottan består av cirka 56 000 män och kvinnor samt reserver, över 189 fartyg och cirka 130 flygplan. Flottan försöker att upprätthålla ett konstant moderniseringsprogram för att uppgradera sin insatsförmåga.
Med tanke på Mexikos stora vattenområde (3 149 920 km²) och utbredda kustlinje (11 122 km) är flottans uppgifter av stor betydelse. Kanske dess viktigase pågående uppdrag är kriget mot droger och skyddandet av Pemexs oljekällor i Campeche i Mexikanska golfen. En annan viktig uppgift för den mexikanska flottan är hjälpinsatser vid orkankatastrofer och andra naturkatastrofer.